# Уварово (Крым)
Ува́рово (до 1945 года Кия́т; до 1964 года Бранное Поле; укр. Уварове, крымскотат. Qıyat, Къыят) — село в Ленинском районе Республики Крым, центр Уваровского сельского поселения (согласно административно-территориальному делению Украины — Уваровского сельского совета Автономной Республики Крым).

## Население
| 2001 | 2014 | 2015 | 2016 | 2017 | 2018 | 2019 |
| ---- | ---- | ---- | ---- | ---- | ---- | ---- |
| 1055 | ↘856 | ↘855 | ↗856 | ↘852 | ↘849 | →849 |
| 2020 | 2021 |      |      |      |      |      |
| ↘848 | ↘694 |      |      |      |      |      |

Всеукраинская перепись 2001 года показала следующее распределение по носителям языка
| Язык             | Процент |
| ---------------- | ------- |
| русский          | 69.19   |
| украинский       | 14.88   |
| крымскотатарский | 14.31   |
| другие           | 0.37    |

### Динамика численности
| - 1805 год — 132 чел. - 1889 год — 196 чел. - 1892 год — 28 чел. - 1897 год — 507 чел. - 1902 год — 468 чел. - 1915 год — 96/735 чел. | - 1926 год — 761 чел. - 1939 год — 222 чел. - 2001 год — 1025 чел. - 2009 год — 1025 чел. - 2014 год — 856 чел. |

## Современное состояние
На 2017 год в Уварово числится 11 улиц и 1 переулок; на 2009 год, по данным сельсовета, село занимало площадь 100 гектаров на которой, в 352 дворах, проживало 1025 человек. В селе действуют средняя общеобразовательная школа и детский сад «Орлёнок», сельский Дом культуры, библиотека, отделение Почты России.

## География
Уварово расположено в западной части Керченского полуострова, в обширной Каменской котловине, на реке Али-Бай (ранее река называлась Бугас). Находится примерно в 12 километрах (по шоссе) к юго-западу от райцентра пгт Ленино, высота центра села над уровнем моря — 20 м, в селе находится железнодорожная станция Бранное поле (на линии Владиславовка — Керчь). Расстояние до берега Азовского моря 5 км, до Керчи — 71 километр. Транспортное сообщение осуществляется по региональной автодороге 35Н-352 Уварово — до шоссе «граница с Украиной — Джанкой — Феодосия — Керчь» (по украинской классификации — С-0-10845).

## История
Современное село существует на месте исторического селения Кият.
Первое документальное упоминание села встречается в Камеральном Описании Крыма… 1784 года, судя по которому, в последний период Крымского ханства Кыят входил в Арабатский кадылык Кефинского каймаканства. После присоединения Крыма к России (8) 19 апреля 1783 года, (8) 19 февраля 1784 года, именным указом Екатерины II сенату, на территории бывшего Крымского Ханства была образована Таврическая область и деревня была приписана к Левкопольскому, а после ликвидации в 1787 году Левкопольского — к Феодосийскому уезду Таврической области. После Павловских реформ, с 1796 по 1802 год, входила в Акмечетский уезд Новороссийской губернии. По новому административному делению, после создания 8 (20) октября 1802 года Таврической губернии, Кият был включён в состав Парпачской волости Феодосийского уезда.
По Ведомости о числе селений, названиях оных, в них дворов… состоящих в Феодосийском уезде от 14 октября 1805 года, в деревне Кият числилось 20 дворов и 132 жителя. На военно-топографической карте генерал-майора Мухина 1817 года деревня Кият обозначена с 20 дворами. После реформы волостного деления 1829 года Кият, согласно «Ведомости о казённых волостях Таврической губернии 1829 года», отнесли к Агерманской волости (переименованной из Парпачской). Видимо, в результате эмиграции крымских татар в Турцию селение заметно опустело и на карте 1836 года в деревне 4 двора, а на карте 1842 года Кыят обозначен условным знаком «малая деревня», то есть, менее 5 дворов.
В 1860-х годах, после земской реформы Александра II, деревню приписали к Владиславской волости. Согласно «Памятной книжке Таврической губернии за 1867 год», деревня Кият была покинута жителями в 1860—1864 годах, в результате эмиграции крымских татар, особенно массовой после Крымской войны 1853—1856 годов, в Турцию и заселена частью русскими из разных мест. На трёхверстовой карте 1865—1876 года в деревне Кыят обозначено 18 дворов. По «Памятной книге Таврической губернии 1889 года», по результатам Х ревизии 1887 года, в деревне Кият числилось 29 дворов и 196 жителей. По «…Памятной книжке Таврической губернии на 1892 год» в деревне Кият, не входившей ни в одно сельское общество, числилось 28 безземельных жителей, домохозяйств не имеющих.На верстовой карте Крыма 1896 года в селении Кият обозначено 64 двороа с русским населением.
После земской реформы 1890-х годов деревня осталась в составе преобразованной Владиславской волости. По Всероссийской переписи 1897 года в деревне Киет числилось 507 человек, из них 505 крымских татар. По «…Памятной книжке Таврической губернии на 1902 год» в деревне Кият, находившейся в частном владении, числилось 468 жителей, домохозяйств не имеющих. По Статистическому справочнику Таврической губернии. Ч.II-я. Статистический очерк, выпуск пятый Феодосийский уезд, 1915 год, в деревне Кият (на земле Грамматикова) Владиславской волости Феодосийского уезда числилось 103 двора (все дворы безземельные) с русским населением в количестве 96 человек приписных жителей и 735 — «посторонних», из которых 409 мужчин и 422 женщина. Жители землёй не владели, в хозяйствах имелось 450 лошадей, 200 волов, 150 коров и 60 голов овец, свиней, или коз. При деревне 2000 десятин принадлежали Грамматикову.
После установления в Крыму Советской власти, по постановлению Крымревкома от 8 января 1921 года была упразднена волостная система и село вошло в состав вновь созданного Владиславовского района Феодосийского уезда, а в 1922 году уезды получили название округов. 11 октября 1923 года, согласно постановлению ВЦИК, в административное деление Крымской АССР были внесены изменения, в результате которых округа ликвидировались и Владиславовский район стал самостоятельной административной единицей. Декретом ВЦИК от 04 сентября 1924 года «Об упразднении некоторых районов Автономной Крымской С. С. Р.» в октябре 1924 года район был преобразован в Феодосийский и село включили в его состав. Согласно Списку населённых пунктов Крымской АССР по Всесоюзной переписи 17 декабря 1926 года, в селе Кият Ак-Монайского сельсовета Феодосийского района имелось 154 двора, из них 151 крестьянский, население составляло 761 человек (368 мужчин и 393 женщины). В национальном отношении учтено: 729 русских, 15 украинцев, 10 евреев, 4 грека, 2 болгар, 1 татарин, действовала русская школа. Постановлением ВЦИК «О реорганизации сети районов Крымской АССР» от 30 октября 1930 года (по другим сведениям 15 сентября 1931 года) Феодосийский район упразднили и село включили в состав Ленинского. Видимо, в ходе той же реорганизации, был образован Киятский сельсовет, поскольку на 1940 год он уже существовал. По данным всесоюзной переписи населения 1939 года в селе проживало 222 человека. Во время Великой Отечественной войны в районе села, на подступах к Акмонайским позициям, в ходе проведения Керченско-Феодосийской десантной операции части 51-й армии Крымского фронта свыше четырёх месяцев вели наступательные и оборонительные бои. Погибшие в мае 1942 года воины 51-й армии и в 1944 году, при освобождении Крыма, бойцы Приморской армии — всего 1250 человек, были захоронены в находящейся в селе братской могиле. В 1985 году на могиле был установлен памятни. — объект культурного наследия России.
С 25 июня 1946 года Кият в составе Крымской области РСФСР.

### Переименование
Указом Президиума Верховного Совета РСФСР от 21 августа 1945 года Кият был переименован в Бранное Поле и Киятский сельсовет — в Бранно-Поленский. Спустя три года указом от 18 мая 1948 года, расположенное неподалёку от Кията село Алибай было переименовано в Уварово. Название было дано в честь гвардии капитана Алексея Алексеевича Уварова, участвовавшего в освобождении села в 1944 году и погибшего во время штурма Севастополя 10 мая 1944 года. В память об Уварове и односельчанах, погибших в годы Великой Отечественной войны, в селе установлен памятный знак, сейчас — объект культурного наследия России.
- Алексей Алексеевич Уваров
- Памятный знак в честь Уварова А. А. и односельчан, погибших в годы войны
- Группа могил советских воинов

26 апреля 1954 года Крымская область была передана из состава РСФСР в состав УССР. Время включения в Ильичёвский сельский совет пока не установлено: на 15 июня 1960 года село уже числилось в его составе. В 1964 году Уварово было исключено из учётных данных, а название «Уварово» перенесено на село Браное Поле (согласно справочнику «Крымская область. Административно-территориальное деление на 1 января 1968 года» — в период с 1954 по 1968 годы). В период с 1974 по 1977 год Уварово передано в Луговской сельсовет. По данным переписи 1989 года в селе проживало 1072 человека. С 12 февраля 1991 года село в восстановленной Крымской АССР, 26 февраля 1992 года переименованной в Автономную Республику Крым. 14 октября 1993 года был образован Уваровский сельсовет. С 21 марта 2014 года в составе Крыма аннексировано Россией.